# خوزه واله
خوزه واله (انگلیسی: José Valle; ۱۹ ژوئن ۱۹۲۰ – ۱۶ سپتامبر ۱۹۹۷) بازیکن فوتبال اهل آرژانتین بود.
از باشگاه‌هایی که در آن بازی کرده‌است می‌توان به باشگاه فوتبال پورتو، باشگاه اتلتیکو ایندپندینته، و باشگاه فوتبال آ.اس. رم اشاره کرد.